# Sargon II
Sargon II (Spijkerschrift: , Šarru-kēn, "de getrouwe koning" of "de rechtmatige koning") was koning van het Nieuw-Assyrische Rijk (±722 - ±705 v.Chr.) nadat zijn broer Salmanasser V werd afgezet; deze stierf kort daarna (waarschijnlijk gewelddadig).
Hij voerde de titel "Stadhouder van El, doorluchtige priester van Assur, gekozene van El en Dagan, Koning der Koningen, machtige koning (Šarru dan-nu), koning van de wereldkring, koning van Assyrië, koning van de vier werelddelen, lieveling van de grote goden, rechtmatige koning, aan wie Assur, Nabu en Marduk een onvergelijkelijk koninkrijk hebben toevertrouwd".

## De naam
Zijn naam Šarru-kēn is geen koningsnaam, wat ongebruikelijk was voor een koning van Assyrië. Koningsnamen werden met zorg uitgekozen en geconstrueerd, omdat zij als een stukje politieke propaganda dienden. Gewone burgers was het verboden zo'n naam over te nemen. Dat Sargon een gewone burgernaam draagt, laat zien dat het bij zijn geboorte nooit de bedoeling was dat hij koning zou worden. De omstandigheden waaronder hij zijn broer opvolgde, zijn nooit echt duidelijk geworden. Hij had al een volwassen zoon toen hij koning werd en was dus al op leeftijd bij zijn troonsbestijging.

## Een moeilijk begin
Hij kreeg te maken met een opstand van Babylon en Elam, die daarvoor enkele duizenden jaren in onmin hadden geleefd maar nu samen optrokken tegen de Assyriërs. Onder leiding van de vorst van Hamath kwam Damascus in opstand tegen de overheersing van Assur. Daarnaast werd Hanuna van Gaza Egyptische hulp in zijn poging de Assyriërs af te schudden (720 v.Chr.).
Sargon II ging de strijd aan met Marduk-Apla-Iddina II van Babylon en diens bondgenoot Humbanigash van Elam. Er werd een veldslag geleverd bij Der (Badrah), waarvan alle partijen de overwinning opeisten. Het meest waarheidsgetrouw hierover is  misschien de Babylonische kroniek, die de Elamieten als overwinnaars noemt (720 v.Chr.). Sargons bewering dat tijdens zijn beleg van Samaria (hoofdstad van het tienstammenrijk Israël) de stad door hem werd ingenomen voor Assyrië (720 v.Chr.), is mogelijk propaganda; wellicht viel de stad al twee jaar eerder onder zijn voorganger. Anderzijds staat vast dat de regio waar de Filistijnen woonden eveneens geannexeerd werd.
Rusa I van Urartu probeerde van de zwakte van Assur gebruik te maken om de vazallen van Assur die de Mannaeërs regeerden door zijn eigen stromannen te vervangen (719 v.Chr.).
Sargon II viel het tot nu toe onafhankelijke Karkemish aan en annexeerde het. Dit was het begin van een campagne om de Neo-Hettitische vorstendommen onder Assyrisch gezag te brengen (717 v.Chr.).

## Een tijd van grote groei

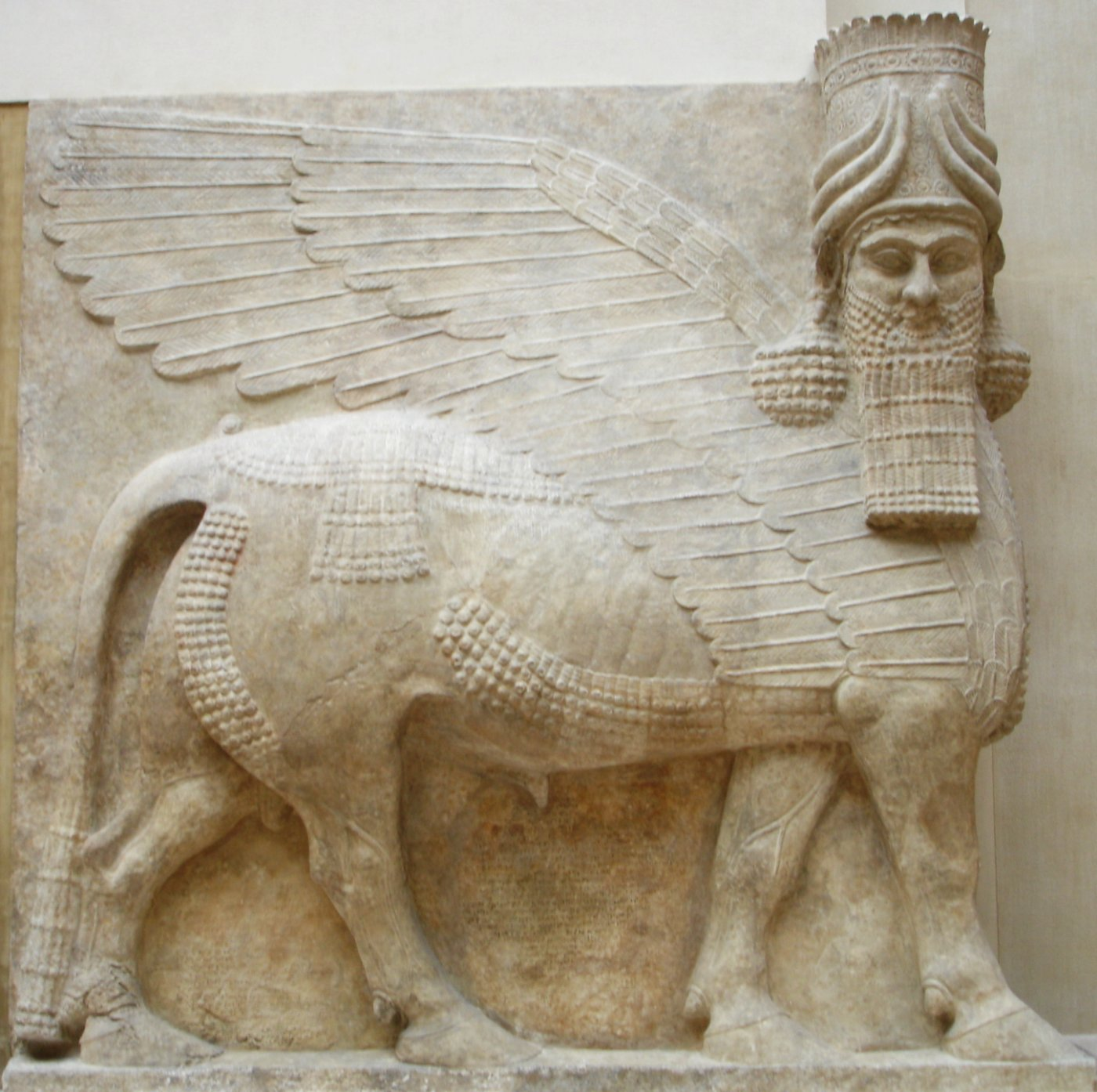
Mythologisch figuur uit Dur Sharrukin, Sargons hoofdstad

Nadat alle opstanden waren neergeslagen, wist Sargon II tot aan El Arish (aan de noordkust van de Sinaï) te komen. Osorkon IV van een zwaar verdeeld Egypte deed zijn nieuwe buurman twaalf paarden cadeau (716 v.Chr.). Hoewel Sargon het met rust liet mocht het niet erg baten, omdat de Nubiërs spoedig een einde maakten aan zijn dynastie en die van zijn rivalen.
Shabaka, die in Memphis resideerde en zijn grip had versterkt over de delta en de Westelijke Oases, had Egypte het jaar daarop weer zo goed als herenigd. Rond deze tijd kwam Iamani van Ashdod in opstand tegen het Assyrische gezag, maar Sargon II versloeg hem. Hij vluchtte naar Egypte, maar men leverde hem uit omdat men liever tot een vergelijk met de machtige Sargon kwam. In datzelfde jaar werd de Medische vorst Daiukku (Deioces) door de Assyriërs gevangengenomen en naar Syrië gedeporteerd. Later zou de Medische koninklijke familie in hem hun stamvader zien (715 v.Chr.).
Uaksatar (Cyaxares) I van Medië betaalde een schatting aan Sargon II. Sargon II had genoeg van het gestook van Rusa I van Urartu en viel zijn noorderbuur aan. Hij drong door tot in de hoofdstad Musasir en voerde de hoofdgod Haldia weg, een zware klap voor Urartu. Rusas I pleegde zelfmoord (714 v.Chr.).
Vanuit de Filistijnse stad Ashdod begon opnieuw een opstand tegen het Assyrische gezag. De opstandelingen hoopten nu ook weer op Egyptische hulp (713 v.Chr.).
Intussen bracht Sargon II alle Neo-Hittitische vorstendommen in het Taurusgebergte onder Assyrische gezag. Hij verwoestte hierbij Ekron (712 v.Chr.).
Hij maakte een einde aan Ashdods opstand (713-711 v.Chr.), waarbij Juda vrijwel ongedeerd bleef (711 v.Chr.).
Nu Syrië en - behalve Juda - Palestina onderworpen waren, het Zagrosgebergte en de Meden schatplichtig waren gemaakt, viel Sargon II Babylon aan. De Chaldeeërs boden verbitterd tegenstand (710 v.Chr.).
Zeven koningen van Cyprus erkende het gezag van Sargon II en betaalden hem tribuut (709 v.Chr.).
Na twee jaar strijd nam Sargon II Babylon in (710-708 v.Chr.). Hij nam de hand van Bel en erkende daarmee de hoofdgod van de stad. Zelfs in Larnaca op Cyprus werd een steen van Sargon II opgericht. (708 v.Chr.)
Hij betrok daarop (707 v.Chr.) zijn nieuw gebouwde hoofdstad Dur-Sharrukin  = burcht van Sharrukin (Akkadisch voor Sargon). Heden ten dage is dat Khorsabad.

## Sargons dood: een moeilijke periode
Toen hij echter optrok tegen Tabal, sneuvelde hij zeer onverwacht. Zijn lijk kon niet teruggebracht worden en dat werd als een teken van grote goddelijk onvrede gezien, niet alleen met Sargon maar met het hele rijk. Dit leidde tot onrust. Sanherib volgde hem op, maar zou zelden hem zelfs maar noemen en snel de door hem gebouwde nieuwe hoofdstad verlaten voor Ninive.
Intussen nam koning Hizkia van Juda Ekron over van de Assyriërs en koning Lule van Sidon rebelleerde tegen hen (705-704 v.Chr.).